# 单过硫酸氢钾复合粉
单过硫酸氢钾是一种无机过氧化物，也称为过一硫酸氢钾，它与硫酸氢钾、硫酸钾结合成三合盐的形式存在，因此称之为单过硫酸氢钾复合盐，复合盐的分子式为2KHSO-5·KHSO4·K2·SO4，分子量为614.7。呈可以自由流动的白色粉状固体，易溶于水，通常固态状态下比较稳定，分解缓慢。干粉在温度高于65摄氏度时易发生分解放映，放出氧气和硫化物，但在水中分解放出氧气和硫酸钾，不产生有害物质。
单过硫酸氢钾单剂吸潮或溶于水中，会迅速分解释放出氧气和硫酸钾。所以复合盐单剂不能直接用于消毒剂，而只能以其为主要活性成分建立一个平衡稳定的系统，让其固态时稳定性大大提高，产品有效期大大延长。溶于水后经由链式反应释放出活性氧并进而形成羟基自由基、过氧化氢自由基等多种活性成分从而成为高效消毒剂。
经由系统平衡处理过的单过硫酸氢钾复合粉，在水中通过链式反应连续释放出活性氧并进而形成过氧化氢自由基、羟基自由基等多种活性成分和硫酸钾，不产生有害物质。氧化能力较强，其氧化势能高，超过了氯化物、高锰酸钾、过氧化氢等，能够把水溶液中的氯离子氧化成氯气，可以把醇类、醛类等有机物氧化成为有机酸（见EN12678：2000）。单过硫酸氢钾标准电极电势1.82V是一个水体中最理想的值。高于氯气（1.36V）和二氧化氯（1.5V），低于臭氧（2.07V），既克服了氯气氧化能力相对较弱用量大而产生的副产物影响，也避免了臭氧不具持效性以及氧化能力相对较强所导致的弊端。
单过硫酸氢钾由于水溶性极好，容易漂洗，呈现有强酸的腐蚀性和强氧化性的特点，产品为固体容易存放和使用的这些特点，使得产品在印刷电路板以PCB线路板的蚀刻应用 （页面存档备份，存于）中被广泛采用，PCB板上残膜和铜的清洗变得简单和易用。

## 杀菌原理
从分子结构看，过硫酸氢钾分子与过氧乙酸极其相似，过氧键分别与硫原子、碳原子连接，但是过硫酸氢钾是无机物，其消毒有效成分是单过硫酸根离子（SOH5-—），其稳定性要好于过氧乙酸。
从分子结构看，过硫酸氢钾应该是中性盐，其水溶液的酸性是由于复合盐中硫酸氢钾溶解产生氢离子造成的。但是过硫酸氢钾在酸性条件下稳定性要远好于中性条件，在酸性条件下则会快速分解。其对微生物杀灭机理可以解释为：
1. 氧化作用，过硫酸氢钾在水溶液条件下，释放出新生态氧，直接对微生物细胞壁蛋白进行氧化反应。
2. 释放自由羟基，干扰微生物的酶系统，迅速导致微生物蛋白分子失去活性。研究表明，过硫酸钾在作用于小分子有机物时，例如较长链的醛、胺类有机物，促进反应发生的是自由羟基。

但是复配的制剂中含有少量的氯化钠，在水溶液中过过硫酸氢钾能够把氯离子氧化成氯气从而产生低浓度的次氯酸，氧化和氯化同时发生，能起到良好的消毒作用。

## 杀菌特点
1. 本品所生产的有效活性成分（有效活性氧）浓度达7%-9%。仅需15min与水体接触时间就能有效杀菌。
2. 在水体中通过链式反应会连续持久产生新生态氧【O】及其系列自由基，故在水体中保持杀菌能力时间长。
3. 多种活性成分共存，抗菌谱得到扩展，使本品对细菌及其芽孢、真菌、病毒有效。
4. 杀灭微生物效果受影响因素少。
5. 不产生有毒有害“三致”副产物，仅K+、SO42-略有增加（如按0.5ppm添加到水体中：K+增加量为0.03ppm；SO42-增加量为0.06ppm）

## 活性氧消毒剂产品
活性氧消毒剂——单过硫酸氢钾复合粉为粉末状物体，需要将粉末溶解成1%-2%的溶液。根据不同的使用场所，按不同的使用比例定量添加到待消毒体中。